# Dreikönigstreffen (6. Januar)

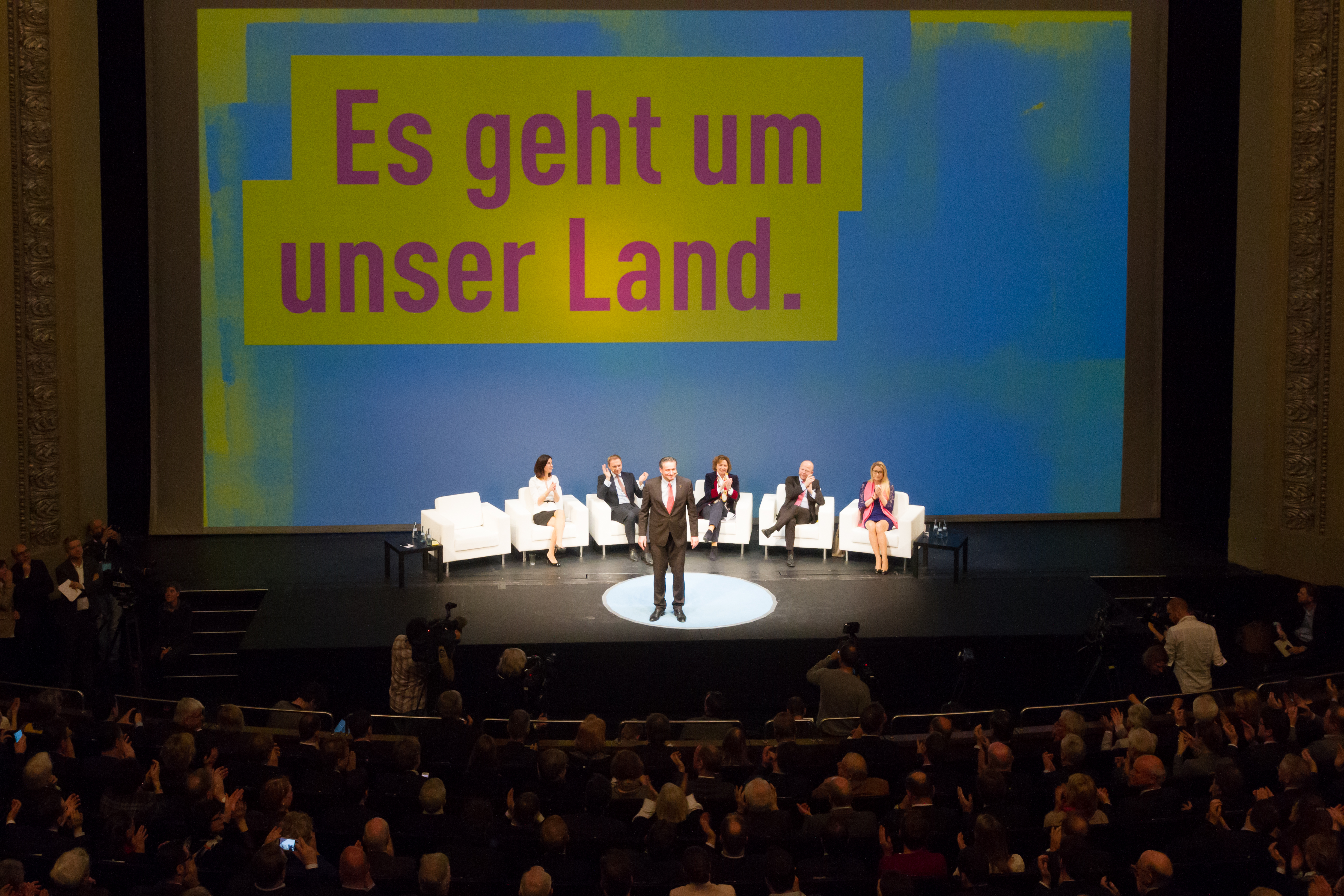
Dreikönigstreffen der FDP 2015

Das Dreikönigstreffen der Liberalen hat sich aus seinen Anfängen in den 1860er Jahren im deutschen Südwesten zu einer FDP-Großveranstaltung mit bundespolitischer Bedeutung entwickelt.

## Geschichte

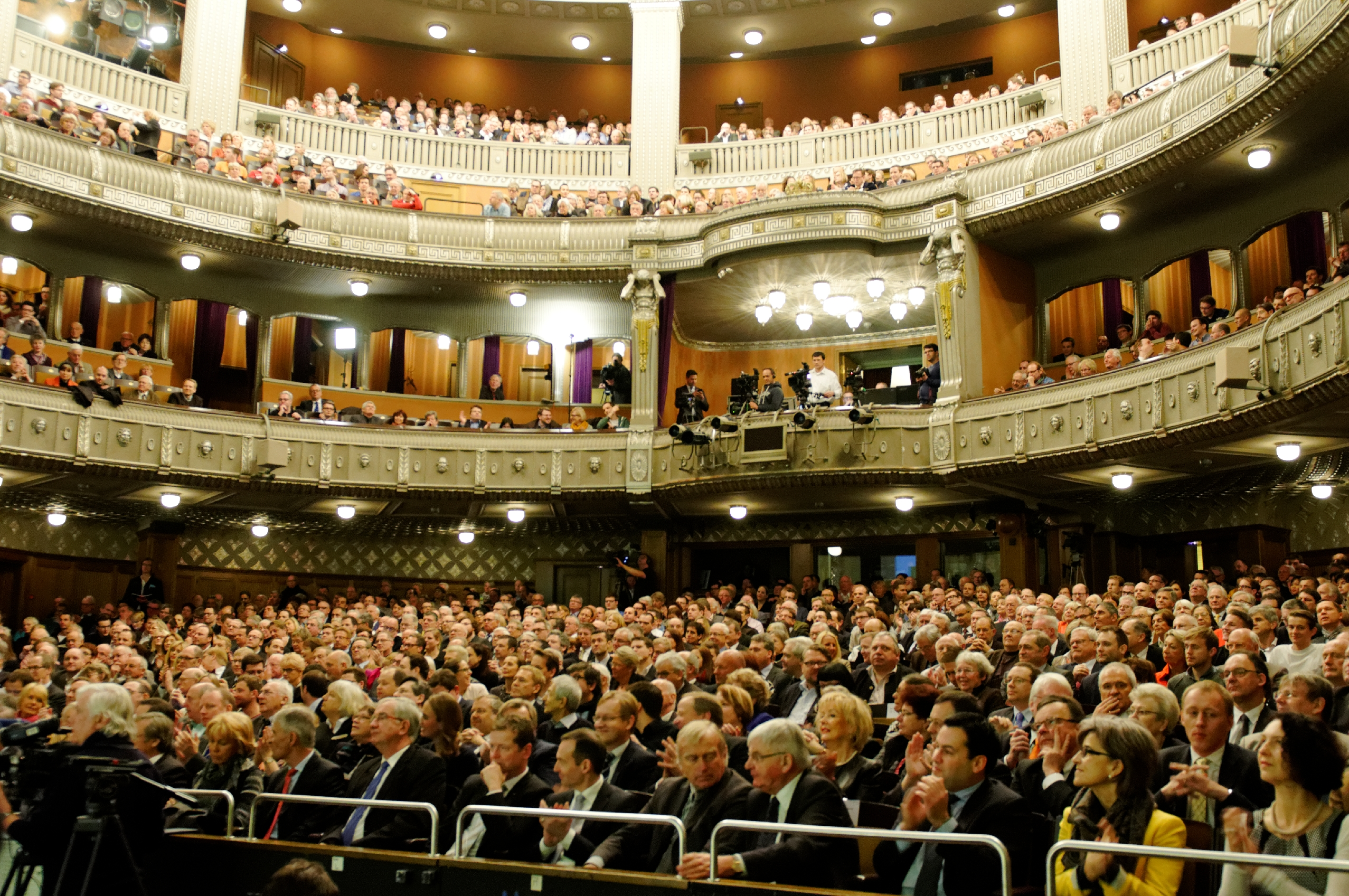
FDP-Dreikönigstreffen im Opernhaus Stuttgart am 6. Januar 2015

Seinen Anfang nahm das Dreikönigstreffen am 6. Januar 1866: Nach der Spaltung der Württembergischen Fortschrittspartei am 8. Mai 1864 wurde wenige Monate später am 27. Dezember 1864 die linksliberale Demokratische Volkspartei von Julius Haußmann, Karl Mayer und Ludwig Pfau in Esslingen am Neckar gegründet. Um einen landesweiten organisatorischen Unterbau zu schaffen, wurden im darauffolgenden Jahr zahlreiche demokratische Volksvereine gegründet (23 lassen sich heute noch nachweisen), die am Dreikönigstag 1866 zur ersten Landesvertretertagung in Stuttgart zusammentrafen.
Seit 1920 fand am Tag vor dem eigentlichen Dreikönigstreffen der Landesvertretertag der württembergischen DDP statt, am 6. Januar dann die Landesversammlung. Nach einer zwölfjährigen Zwangsunterbrechung während des Nationalsozialismus nahm die neu gegründete DVP bzw. später FDP/DVP am 6. Januar 1946 die Tradition des Dreikönigstreffens wieder auf.
Seit 1952 findet am Vortag traditionell der Landesparteitag der FDP Baden-Württemberg statt, der mit einem sogenannten „Bunten Abend“ (früher „Dreikönigsball“) schließt, bei dem sich bereits die Mitglieder der Partei aus ganz Deutschland treffen. Das alljährliche Dreikönigstreffen am 6. Januar in Stuttgart ist der politische Jahresauftakt der FDP und eine Großveranstaltung mit bundespolitischer Bedeutung.

## Name
Der Name geht auf den Dreikönigstag (Epiphanias), den 6. Januar, zurück, an dem das freidemokratische Dreikönigstreffen traditionell stattfindet. Unter anderem in Baden-Württemberg ist dieser ein Feiertag. 